# Dichato

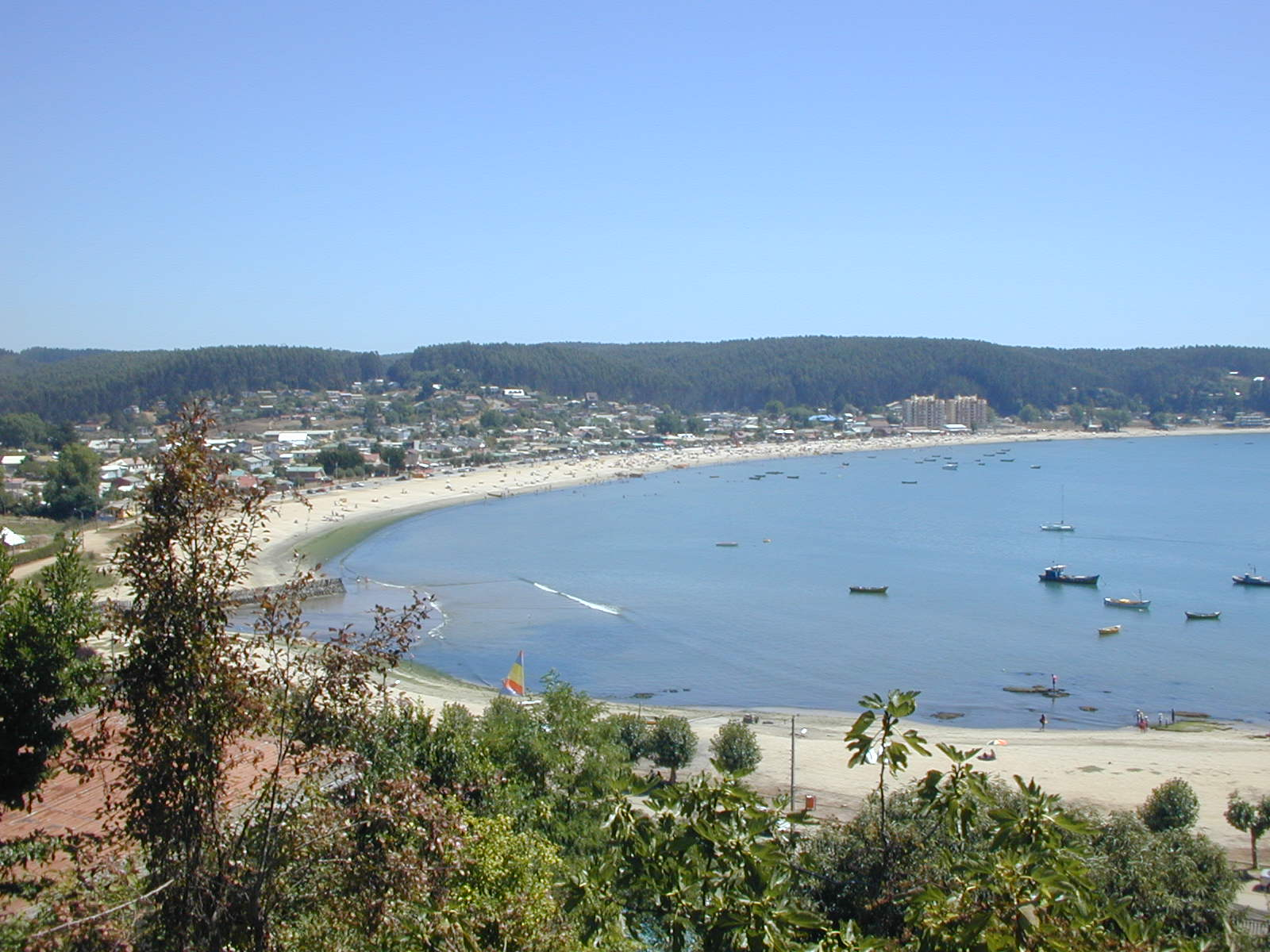
Baie de Dichato en 2007.

Dichato est une ville chilienne dans la région du Biobío, au Chili. La ville compte 3 057 habitants en 2002.